# Rachael Blake
Pour les articles homonymes, voir Blake.
Rachael Blake est une actrice australienne née le 26 mai 1971 à Perth. Elle est mariée à l'acteur Tony Martin.

## Biographie
Après avoir obtenu son diplôme du John Curtin College of the Arts à l'âge de dix-sept ans, Rachael Blake a postulé à l'institut national d'art dramatique de Sydney, mais a été rejetée en raison de son âge. Elle a finalement été admise au NIDA à l'âge de dix-neuf ans.

## Filmographie sélective
- 1994 : Hartley, cœurs à vif (série télévisée) : saison 4 épisode 20 : Lara.
- 2000 : The Three Stooges de James Frawley
- 2001 : Lantana de Ray Lawrence : Jane "Janie" O'May
- 2005 : Dérapage de Mikael Håfström : Susan Davis
- 2005 : Les Flingueuses de Roger Beckett : Hilary Davenport
- 2007 : Clapham Junction (téléfilm) de Kevin Elyot : Belinda Hopkirk
- 2009 : Nightfall : Agent double (False Witness) de Peter Andrikidis (TV) : Julie Hales
- 2009 : Pinprick de Daniel Young : Miriam
- 2011 : Sleeping Beauty de Julia Leigh : Clara
- 2014 : My Mistress de Stephen Lance (avec Emmanuelle Béart)
- 2014 : Melody de Bernard Bellefroid
- 2022 : Wolf Like Me (série télévisée)